# Grover Records
Grover Records is een onafhankelijk platenlabel uit Münster (Duitsland) dat zich specialiseert in bands die ska, rocksteady en reggae spelen.

## Geschiedenis
Grover Records werd in 1993 opgericht door Oswald Münnig. De eerste muziekuitgave was Walkin' Down Brentford Road van Mr. Review. Voor bands die niet aan de kwaliteitsnorm voldoen maar wel de moeite waard zijn werd het sublabel Elmo opgericht.

## Artiesten
- Mr. Review
- Rude Rich and the High Notes
- Rotterdam Ska-Jazz Foundation
- Laurel Aitken
- The Skatalites
- Moon Invaders
- Dr. Ring-Ding
- Roddy Radiation (ex-gitarist van de Specials)